# Pēteris Dzalbe
Pēteris Dzalbe (ur. 27 września 1980 w Dyneburgu) – łotewski samorządowiec, polityk, działacz polonijny, od 2023 prezes Związku Polaków na Łotwie.

## Życiorys
W 2005 ukończył studia w Ryskim Uniwersytecie Technicznym, uzyskując tytuł magistra gospodarki regionalnej i narodowej. W późniejszym okresie podjął studia aspiranckie z dziedziny gospodarki regionalnej na Uniwersytecie w Dyneburgu. 
W 2010 po raz pierwszy zasiadał w radzie miejskiej Dyneburga. Był wybierany do rady także w 2013 oraz w 2021. W latach 2013–2017 sprawował funkcję wicemera Dyneburga. W wyborach w 2017 nie został wybrany do samorządu. W 2021 powrócił do rady miejskiej Dyneburga. Od 2021 jest działaczem partii „Daugavpils novada partija”. W następnym roku objął funkcję dyrektora administracji okręgu górnodźwińskiego (łot. Augšdaugavas). 
Ma polskie korzenie. Od 2023 pełni funkcję prezesa Związku Polaków na Łotwie. Jest członkiem zarządu „Daugavpils drukerai” oraz „Rēzeknes namsaimnieks”.